# Ceratinopsis georgiana
Ceratinopsis georgiana är en spindelart som beskrevs av Chamberlin och Ivie 1944. Ceratinopsis georgiana ingår i släktet Ceratinopsis och familjen täckvävarspindlar. Inga underarter finns listade i Catalogue of Life.